# Castilleja rubicundula
Castilleja rubicundula là loài thực vật có hoa thuộc họ Cỏ chổi. Loài này được (Jeps.) T.I.Chuang & Heckard mô tả khoa học đầu tiên năm 1991.